# Меандрий Милетский
Меандрий (др.-греч. Μαιάνδριος) — древнегреческий историк и писатель.
Биографические сведения отсутствуют. Происходил из Милета, умер ранее II века до н. э.
Упоминается в приенской надписи 185/182 до н. э. вместе с семью другими историками из Самоса, Хиоса и Эфеса, сведения которых были приведены сторонами во время родосского арбитража в ходе самосско-приенского конфликта. Сообщения Меандрия о том, что после Мелийской войны спорные территории — городок Карион и местность Дриусса (Дрис) — принадлежали Самосу, использовались представителями последнего в качестве аргумента в противовес указаниям всех остальных авторов.
Меандрия цитируют различные эллинистические авторы, однако, нет полной уверенности, что речь у них идет об одном и том же человеке. Афиней сообщает, что Меандрию принадлежало сочинение под названием «Наставления», Диоген Лаэртский цитирует «Ямбы» Каллимаха, где в стихах перелагается рассказанная Меандрием история о чаше, которая должна была достаться первому из семи мудрецов.
Фрагменты Меандрия изданы Карлом Мюллером (FHG. II, 334—337), который отождествил этого историка с Леандром Милетским.
Согласно другой точке зрения, Леандр(ий) Милетский, упоминаемый в схолиях к «Миру» Аристофана, схолиях к Аполлонию Родосскому, «Протрептике» и «Строматах» Климента Александрийского, «Приготовлению к Евангелию» Евсевия Кесарийского и «Врачевании эллинских болезней» Феодорита Кирского не может быть отождествлен с Меандрием.